# Randall Munroe
Randall Patrick Munroe (17 de octubre de 1984) es un historietista y físico estadounidense. Es el creador y autor del webcómic xkcd.
Él y su webcómic han desarrollado un seguimiento de culto, y después de dejar la NASA, se convirtió en un artista de webcómic profesional.

## Primeros años
Munroe nació en Easton (Pensilvania). Su padre es ingeniero, tiene dos hermanos menores y fue criado como Quaker. Desde pequeño se sintió atraído por historietas cómicas como Calvin y Hobbes. Finalizada su educación secundaria estudió en la Universidad Christopher Newport, donde se graduó como físico en el año 2006.

## Actividad

### NASA
Munroe trabajó como programador y roboticista para la NASA en el Langley Research Center antes y después de su graduación. En octubre de 2006 la NASA no renovó su contrato, se mudó a Boston donde empezó xkcd.

### Webcomic

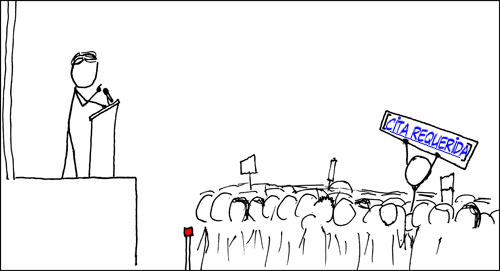
"Wikipedian Protester", pide referencias a un político a la manera de "cita requerida" de Wikipedia.

xkcd es una historieta web autodenominada "un cómic web de romance, sarcasmo, matemáticas y lenguaje" (a webcomic of romance, sarcasm, math, and language).
Munroe originalmente uso xkcd como un nombre de usuario en servicios de mensajería instantánea porque quería un nombre sin un significado para no cansarse de su uso. Registro el dominio, pero no lo usaría hasta septiembre de 2005 donde subiría sus primeros cómics. El webcomic rápidamente se hizo muy popular, obteniendo hasta 70 millones de visitas al mes en octubre de 2007.
Munroe ahora se apoya económicamente con la venta de artículos relacionados con xkcd, principalmente miles de camisetas al mes. Él publica los cómics bajo la licencia Creative Commons atribución-no comercial 2.5, argumentando que no solo apoya la Cultura libre, sino que también tiene mucho sentido económicamente.
En 2010, publicó una colección de sus cómics.
La popularidad de la tira entre los fanáticos de la ciencia ficción dio lugar a que Munroe sea nominado para un premio Hugo al mejor artista aficionado en 2011 y en 2012, ganando el premio en 2014 bajo la categoría "Mejor historia gráfica" gracias a su tira "Time".

### Otros proyectos

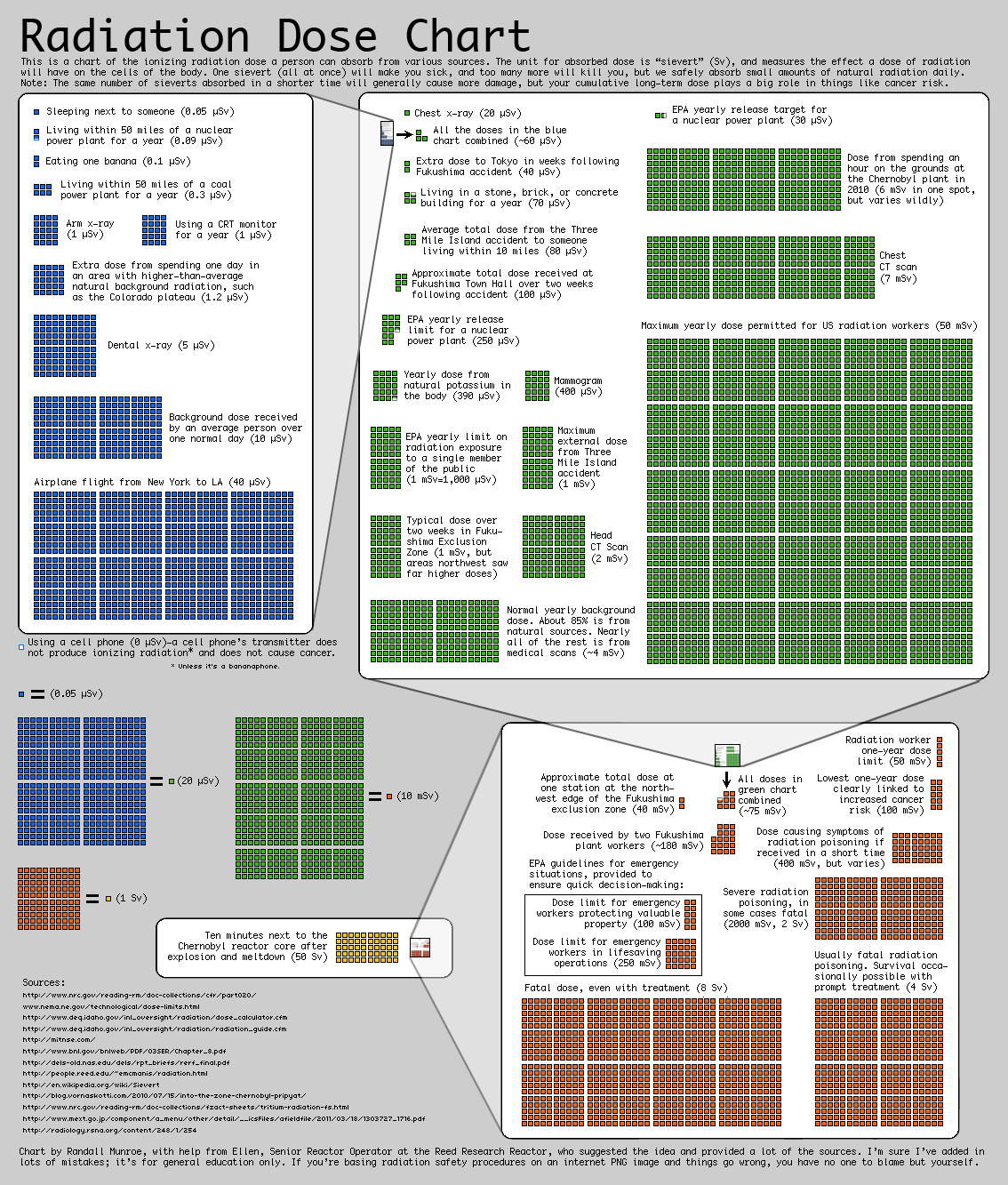
Varias dosis de radioactividad en sieverts, que van desde insignificantes a letales

Randall Munroe también es el creador de las páginas de Internet BestThing, The Funniest, The Fairest, y The Cutest, cuya finalidad es encontrar qué es "lo mejor", la imagen más divertida, la más bella o la más "mona" utilizando un algoritmo que trabaja con las respuestas de los usuarios, quienes pueden escoger entre dos opciones que se les presentan para participar en la clasificación. 
En octubre de 2008, la revista The New Yorker publicó una entrevista y "Combate de historietas" entre Munroe y Farley Katz, en la que cada dibujante dibujó una serie de cuatro dibujos animados humorísticos.
Munroe mantiene un blog llamado What if? (¿Qué pasaría si...?) donde responde preguntas enviadas por los fanes de sus cómics. Estas preguntas suelen ser absurdas y relacionadas con la matemática o la física, y Él las responde usando su propio conocimiento y varias fuentes académicas.
En 2014 publicó un libro titulado ¿Qué pasaría si...?: Respuestas serias y científicas a todo tipo de preguntas absurdas donde recopila algunas respuestas, y también responde nuevas preguntas.
En 2011, en respuesta a las preocupaciones sobre la radioactividad lanzada por Accidente nuclear de Fukushima I, y para remediar la "confusa presentación de informes sobre los niveles de radioactividad" en los medios de comunicación, Munroe creó un cuadro comparativo sobre los niveles de radiación. El cuadro fue rápidamente usado por periodistas de todo el mundo incluyendo medios como The Guardian y The New York Times. Como resultado de las solicitudes de permiso para reimprimir el gráfico y traducirlo al japonés, Munroe cedió el cuadro al dominio público, pero pidió que su condición de no experto se expresara claramente en cualquier reimpresión.
Munroe creó en octubre de 2013 un cómic para la revista Science en el que habla sobre el Acceso abierto.
El libro de Munroe Thing Explainer, anunciado en mayo de 2015 y publicado a finales de ese año, explica los conceptos utilizando sólo las 1000 palabras más comunes del idioma inglés. La editorial del libro, Houghton Mifflin Harcourt, vio el potencial de estas ilustraciones para ser utilizado en sus libros educativos, y en marzo de 2016 anunció que sus próximas ediciones de sus libros de química, biología y física de la escuela secundaria incluirán los textos y dibujos del libro de Munroe.

## Influencia
En septiembre de 2013, Munroe anunció que un grupo de lectores de xkcd había presentado su nombre como candidato para el cambio de nombre del asteroide (4942) 1987 DU6 a (4942) Munroe. La solicitud fue aprobada por la Unión Astronómica Internacional.

## Vida personal
Desde mayo de 2008, Munroe vive en Somerville (Massachusetts). En septiembre de 2011 Munroe anunció que contrajo matrimonio.

## Publicaciones
- xkcd: volume 0. Breadpig. 2009. ISBN 978-0-61531446-4.
- What If?: Serious Scientific Answers to Absurd Hypothetical Questions. London: John Murray. 2014. ISBN 978-1-84854957-9.
- Thing Explainer. Boston: Houghton Mifflin Harcourt. 2015. ISBN 978-0-54466825-6.